# Calla (banda)
Calla es un grupo de rock indie estadounidense. El grupo se formó en 1997 en Brooklyn, Nueva York, a partir de una formación anterior, The Factory Press, surgida en 1993 en su ciudad natal, Denton, Tejas. 

## Discografía
| Año  | Título              | Discográfica                      | Tipo   |
| 1999 | Calla               | Sub Rosa                          | LP     |
| 2001 | Custom              | Quartermass                       | Single |
| 2001 | Scavengers          | Young God                         | LP     |
| 2003 | Televised           | Rykodisc (solo en el Reino Unido) | Single |
| 2003 | Televise            | Arena Rock Recording Co.          | LP     |
| 2004 | Strangler           | Rykodisc (solo en el Reino Unido) | Single |
| 2004 | Calla (Reedición)   | Arena Rock Recording Co.          | LP     |
| 2005 | Collisions          | Beggars Banquet Records           | LP     |
| 2007 | Strength In Numbers | Beggars Banquet Records           | LP     |